# 罗恩·卡维纳尔
龙尼·古多尔·卡维纳尔（英語：Ronnie Goodall Cavenall，1959年4月30日—），美国NBA联盟前职业篮球运动员。